# Jacaré-do-pantanal
O jacaré-do-pantanal ou jacaré-do-paraguai (nome científico: Caiman yacare) é um jacaré que habita a parte central da América do Sul, incluindo o norte da Argentina, sul da Bolívia e Centro-Oeste do Brasil, especialmente no Pantanal e rios do Paraguai. Em castelhano é chamado yacaré-negro.
Mede entre dois a três metros de comprimento e seu padrão de coloração é bastante variado, sendo o dorso particularmente escuro, com faixas transversais amarelas, principalmente na região da cauda. Mesmo com a boca fechada deixa ver muitos dentes, pelo que é por vezes também chamado jacaré-piranha. A sua dieta é constituída por peixe, moluscos e crustáceos. As fezes desse jacaré servem de alimento para muitos peixes.
Ele põe seus ovos, que podem ser uma quantidade de 20 a 30 dentro de um ninho na mata nos meses de Janeiro a Março. Período de incubação: 70 a 80 dias. A temperatura corporal do jacaré-do-pantanal é de 25 a 30 graus.

## Galeria

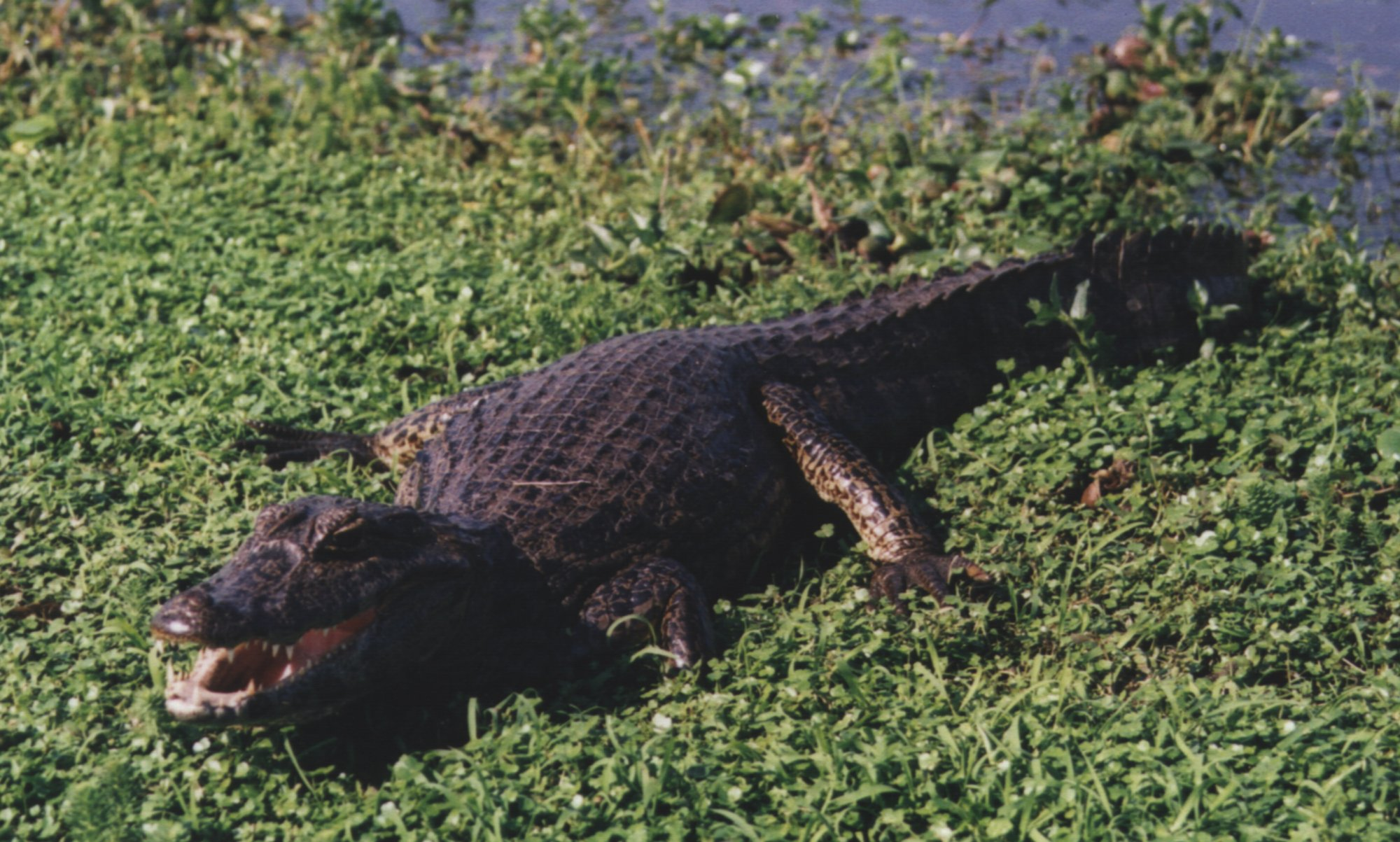
Jacaré-do-pantanal, Província de Corrientes, Argentina
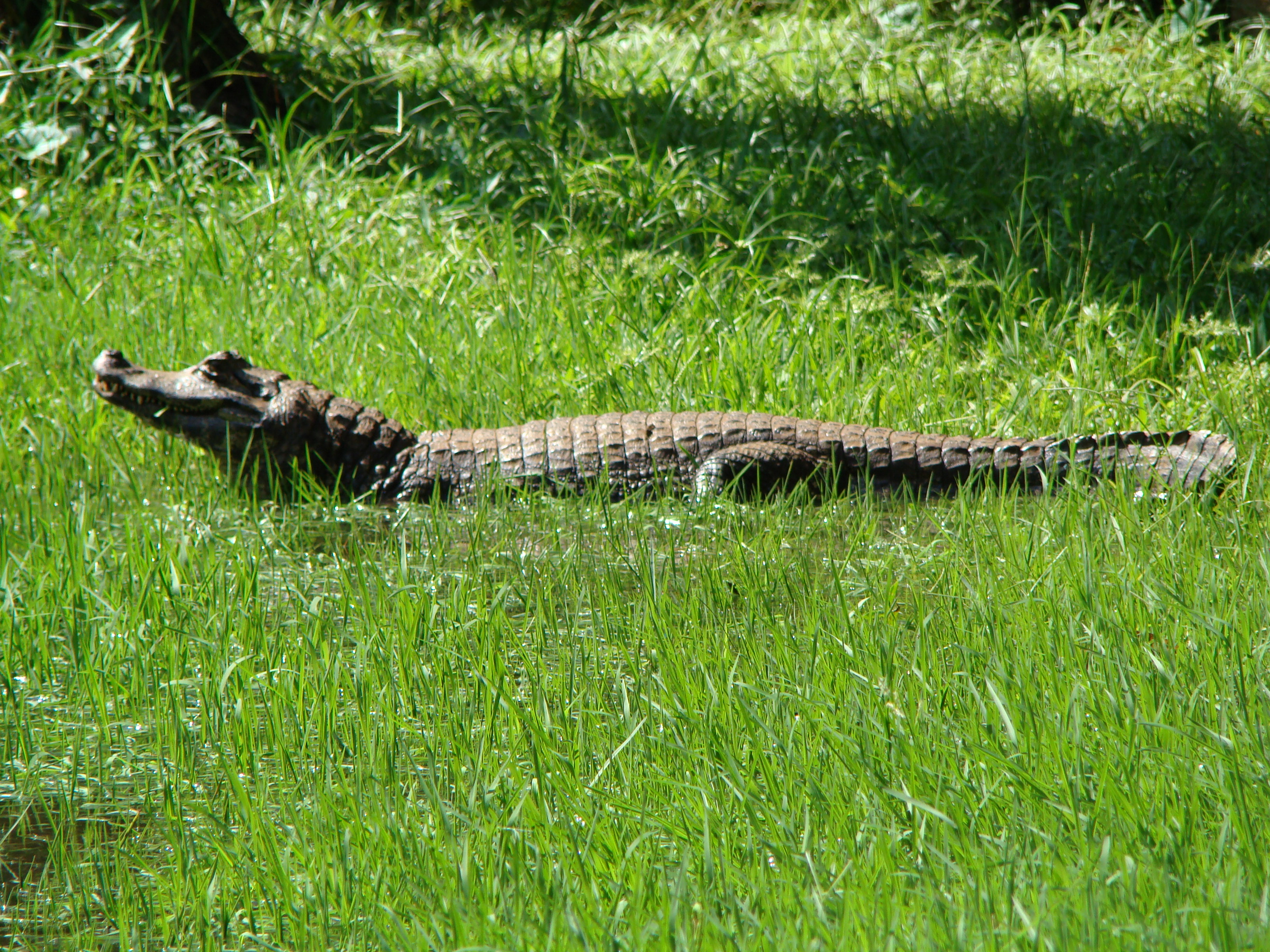
Jacaré-do-pantanal, Brasil
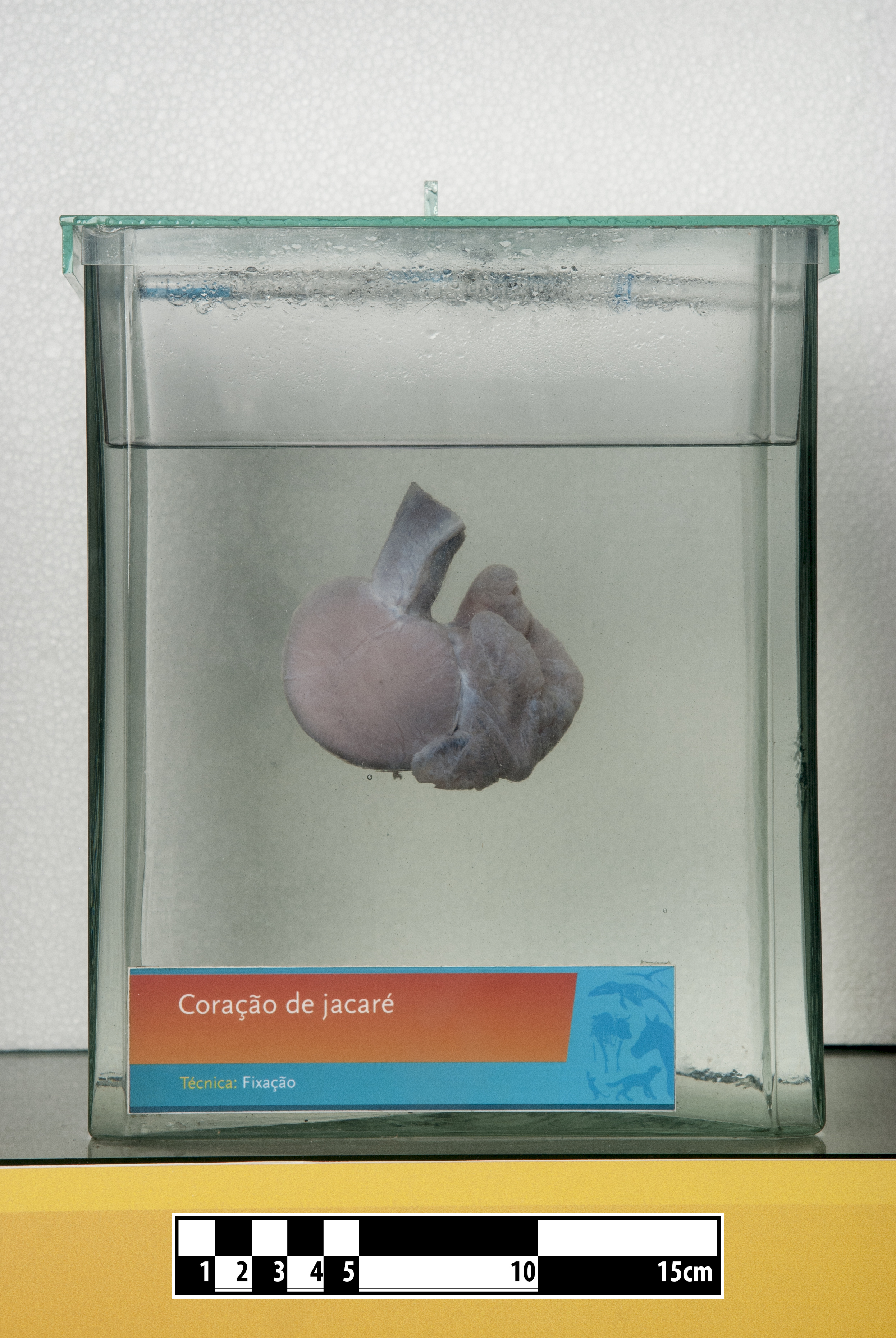
Coração jacaré-do-pantanal. Peça em exposição no MAV/USP.